# 田村神社 (白石市)
田村神社（たむらじんじゃ）は宮城県白石市斎川字上向山115にある神社である。旧社格は村社。
祭神は坂上田村麿（さかのうえのたむらまろ）と鈴鹿神女（すずかしんにょ）。田村将軍が東征の際に、悪路王や赤頭という荒土や丹砂を塗って化けた妖魁を鈴鹿御前の援助で討伐したので、この地に2人を祭祀した。
かつては遊王山高福寺という真言宗の寺院が隣接していたが、明治時代に廃寺となり現存しない。

## 甲冑堂
甲冑堂は、田村神社の境内にある堂宇で、内部には2体の鎧をまとった女性像が安置されている。モデルとなったのは佐藤継信・忠信兄弟の妻であり、息子たちが戦死して悲しむ姑を慰めるため、夫の遺した戦装束を身につけて凱旋報告をしてみせたという故事に基づく。
田村神社の由緒を考えると、本来は田村麻呂と鈴鹿神女の像が祭られていた可能性があるが、江戸時代にはすでに佐藤兄弟の妻の像という説が定着していた。1689年（元禄2年）、松尾芭蕉に随行してこの地を訪れた河合曾良の『曾良旅日記』に「継信と忠信兄弟の嫁の御影堂なり」と記されているほか、曾良と同じく芭蕉の弟子である天野桃隣も後に来訪し、伝説に基づいた句を残している。
この説を決定的にしたのは橘南谿の『東遊記』で、文中に「甲冑堂」と明記して、佐藤兄弟の妻たちの孝悌ぶりを伝えている。
しかし1875年（明治8年）、甲冑堂は像もろともに焼失した。
甲冑堂にまつわる2人の嫁の伝説は、昭和時代の初期から日本の国定教科書に掲載された。これにより伝説の知名度が高くなるにつれ、甲冑堂再建の機運もまた高まっていった。再建運動の中心となったのは、仙台郷土研究会の阿刀田令造と小倉博である。阿刀田たちは1933年（昭和8年）から現地調査を手がけるとともに、田村神社の宮司・中川暢喬や斎川小学校校長・星野達郎といった地元の人々の協力を得て、翌1934年（昭和9年）に再建基金の募集を始めた。
甲冑堂の再建が成ったのは1939年（昭和14年）4月のことである。新しい堂宇は法隆寺の夢殿を模した総ヒノキ造の六角堂であり、建築は小倉強による。二女の木像は、与謝蕪村が描いた「奥の細道図」中の絵図を参照して、小室達が製作した。また、彩色と壁画は岡田華郷が担当した。

## ギャラリー

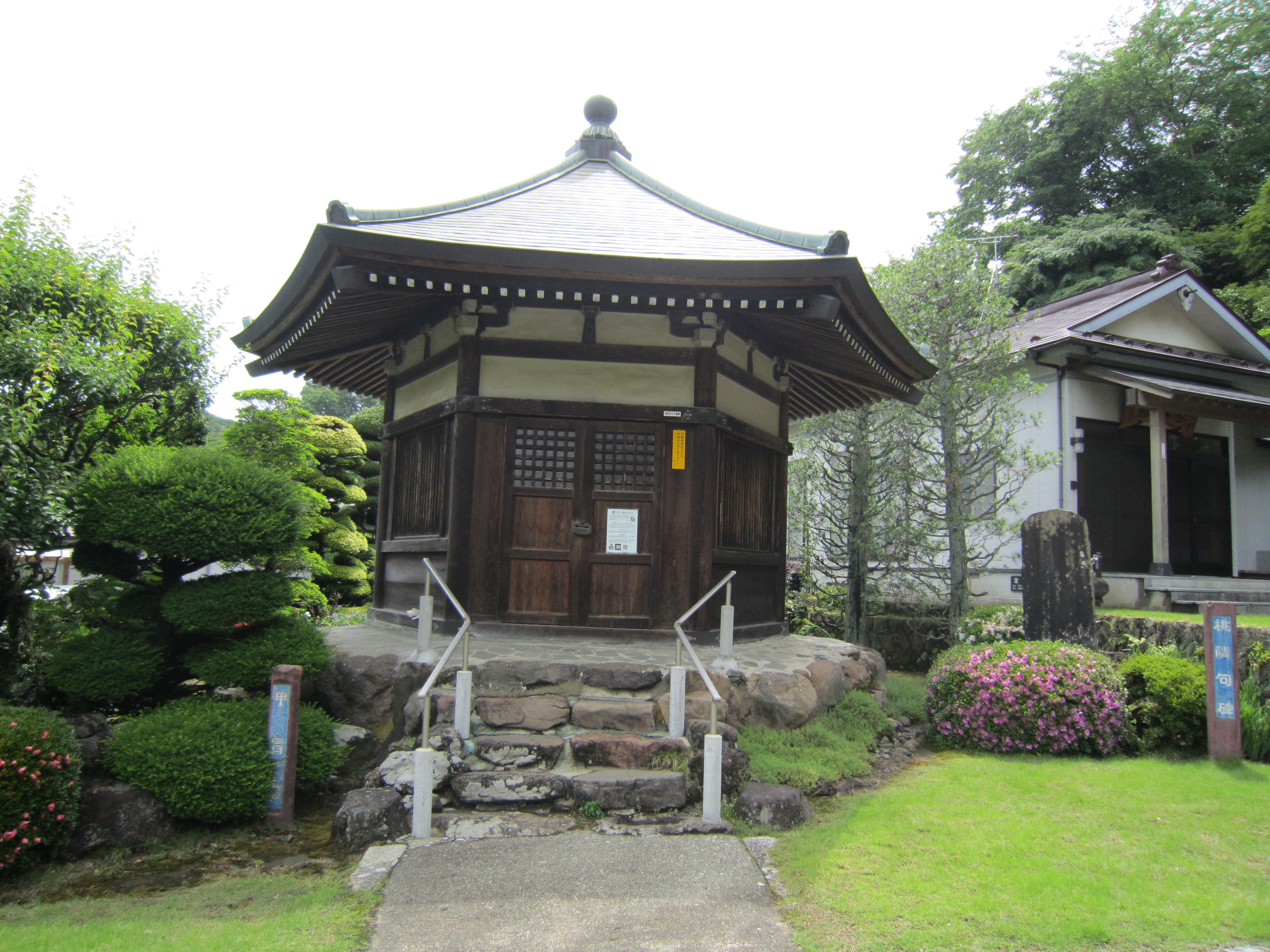
甲冑堂
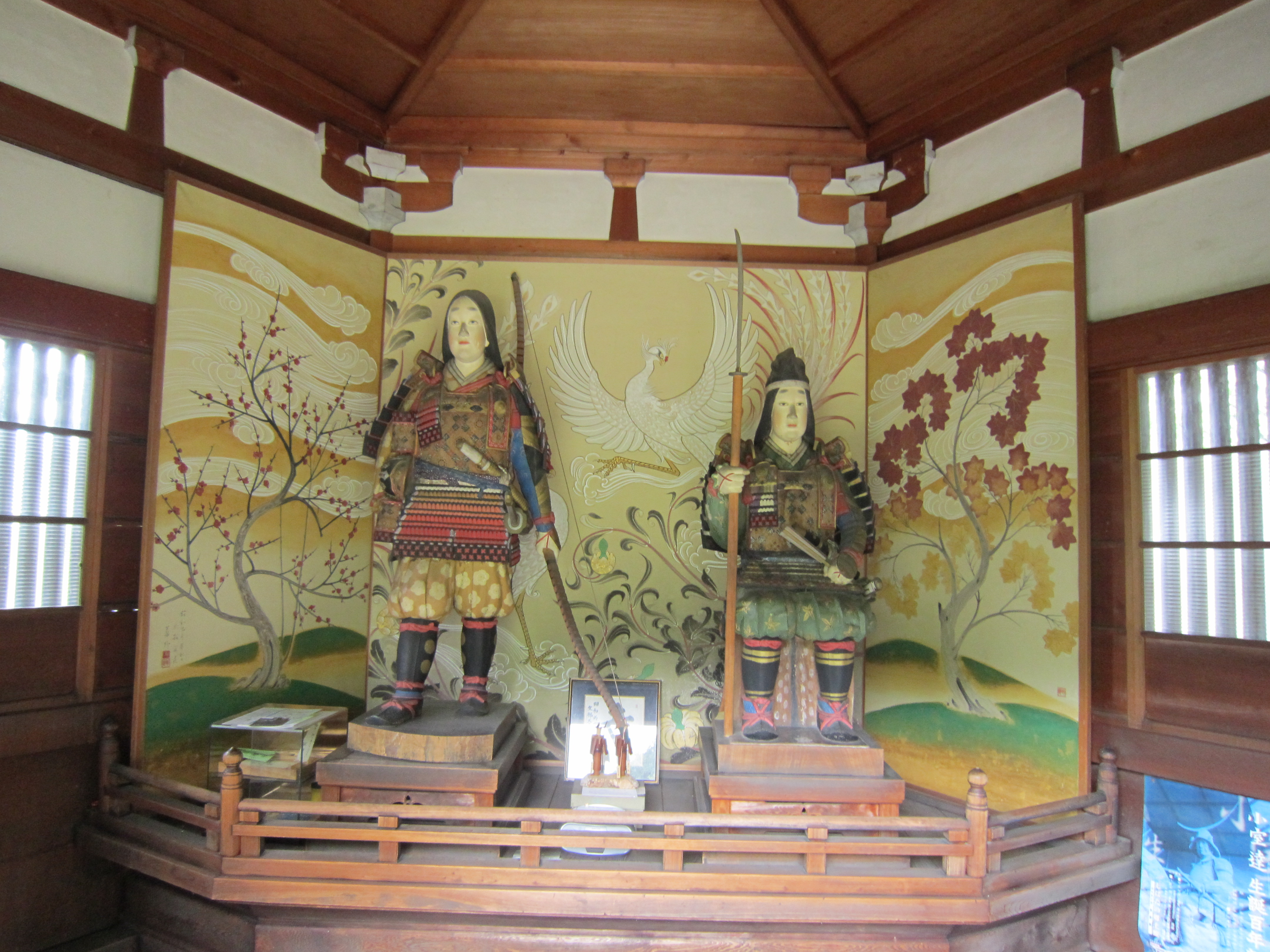
堂内の像
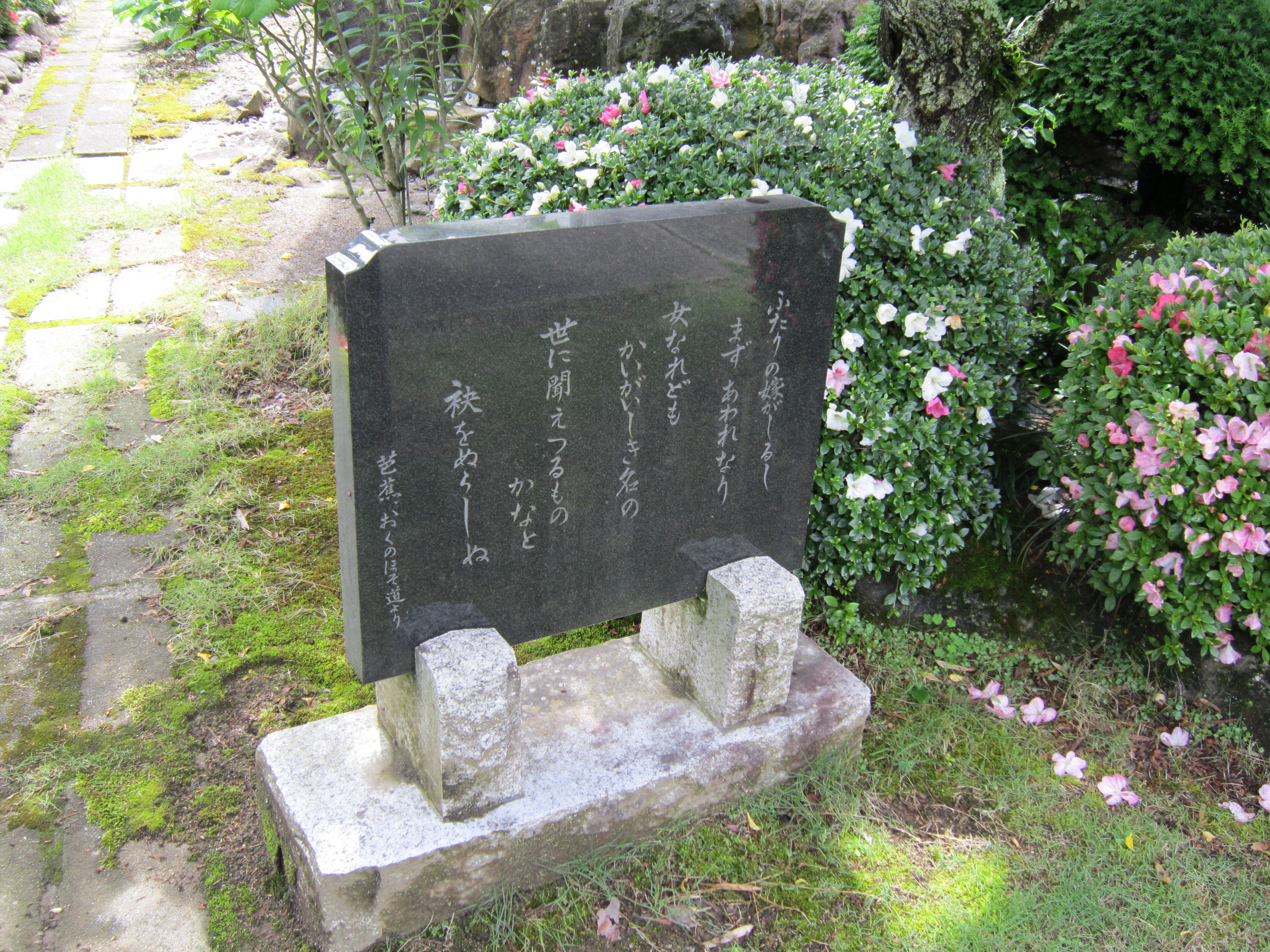
松尾芭蕉の碑
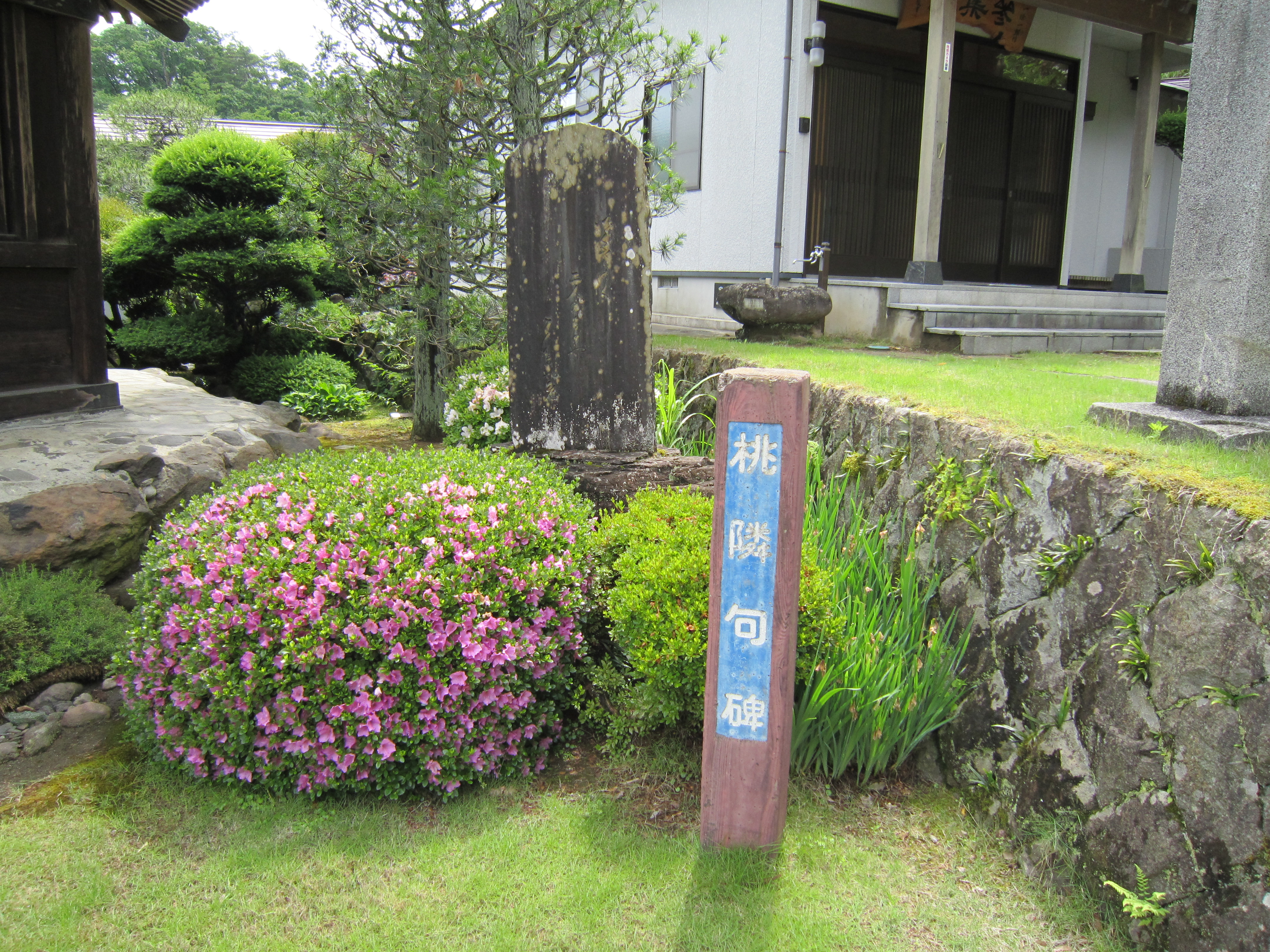
天野桃隣の句碑
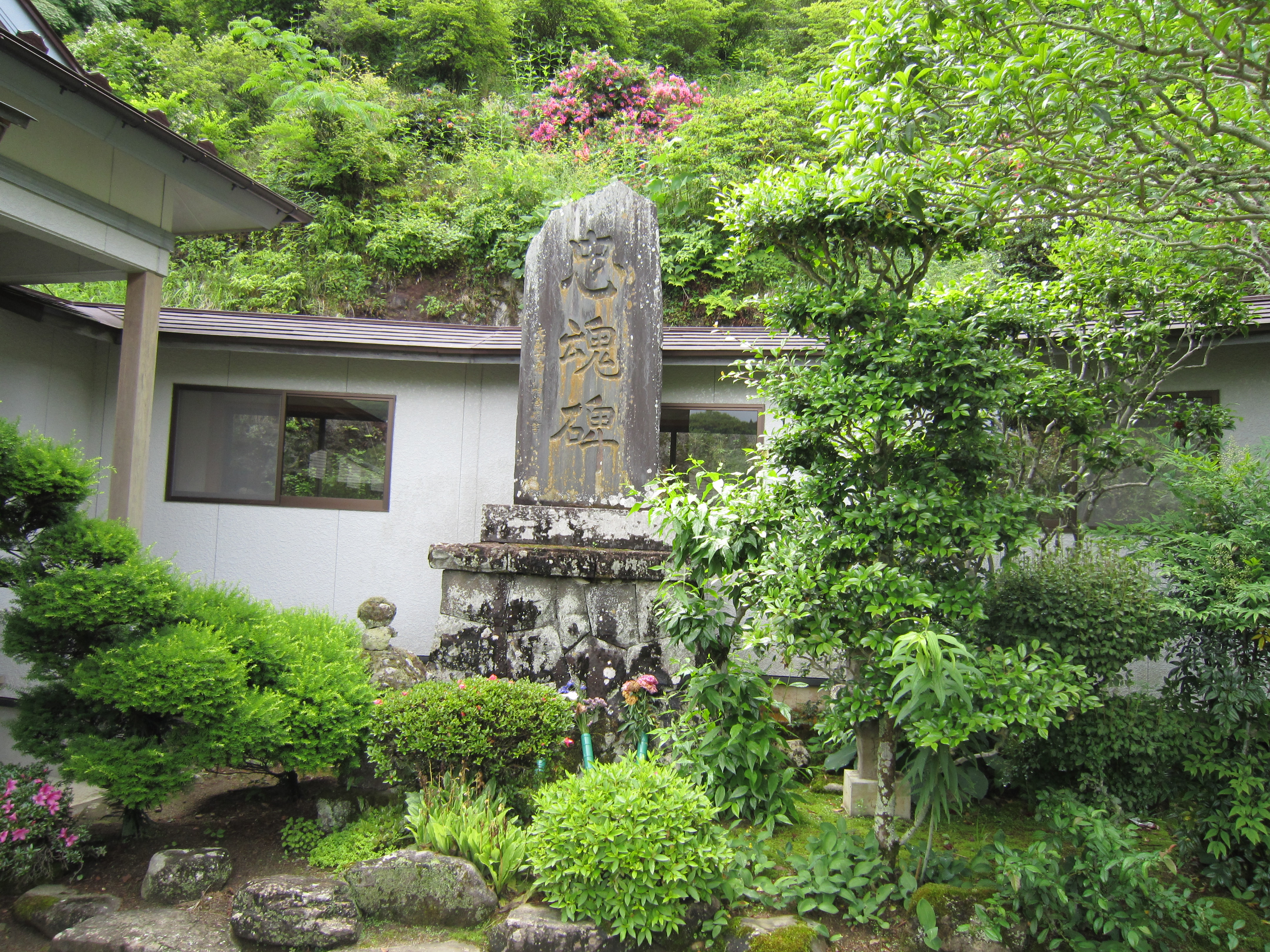
忠魂碑